# Аварія на шахті у Лассінгу
Аварія на шахті у Лассінгу сталася вранці 17 липня 1998 року. Під час аварії на шахті у громаді Лассінг (Верхня Штирія) загинуло десять гірників з рятувальної команди, які вирушили врятувати завалених гірників.

## Шахта

### Геологія
У Лассінгу розташоване найбільше відоме карбонатне родовище тальку Східних Альп. Геологічно воно віднесене до північної граувакової зони Верхньої Штирії. Родовище включає два поля — північне та південне — з яких південне поле не має зв'язку з поверхнею. Товщина покривних порід близько 60 м.

### Історія
Лессінгський тальк було виявлено під час будівельних робіт місцевим поміщиком Креннмуром у 1891 році; Креннмур забезпечив собі право на його розробку. У 1901 році компанія «Bischetsrieder & Gielow» розпочала підземне видобування. У середині 1920-х видобування було призупинене на кілька років через банкрутство власника. У 1939 році права перейняв сімейний бізнес «Talkumwerke Naintsch».
У 1988 році шахта перейшла у власність групи Rio Tinto. У 1990-х роках шахта із супутніми збагачувальними фабриками виробляла близько 30 000 тонн тальку на рік. На момент аварії в компанії працювали 34 працівники, з них 8 — підземних.
Експлуатація північного поля тривала до завалу наприкінці 1970-х років, після чого видобування перемістилося на південне поле, яке розроблялося за камерною системою розробки з закладкою виробленого простору легким бетоном. Південне поле протягом 1978–80 рр. розкрите поглибленим до 204 м стволом «Renée».

## Перебіг подій
17 липня 1998 року відбувся вивал покрівлі у виробці на нелегально побудованому горизонті. Вода потрапила і спричинила прорив шламу. На поверхні це відзначилось тим, що будинок у районі Моос, під яким розташована шахта, став повільно занурюватись у воронку просідання. Провал ставав все глибшим і більшим; загалом було знищено 2 будинки та пошкоджено 18 будинків. Після аварії деякі будинки в безпосередній близькості були знесені.
24-річний гірник Георг Хайнцл, ймовірно, був замурований у камері рятування та відпочинку, коли ввірвався перший мул.
Через деякий час телефонний контакт із Хайнцлом перервався. Того ж дня рятувальна група, що складалась з дев'яти гірників та геолога, вирушила у шахту. Але о 10 годині черговий прорив шламу призвів до завалу копальні. Контакт із рятувальною командою перервався; провал на поверхні збільшувався, згасали ліхтарі, викривлювались ліхтарні стовпи.
Незабаром було повідомлено, що одинадцять жертв врятувати неможливо. Керівництво копальні скасувало запит на спеціальну бурову установку з Німеччини.
Через десять днів Хайнцл був врятований; стан його здоров'я був дуже добрий. Це стало можливим завдяки німецькій буровій компанії «H. Angers Sons» із Гессіш-Ліхтенау, яка раніше співпрацювала з OMV і мала відповідну бурову установку, яка (на відміну від обладнання OMV) була придатною для великих діаметрів і досить малої глибини буріння. У співпраці з OMV було пробурено свердловину діаметром 60 см. Барокамера OMV не знадобилась, оскільки в камері виживання, де знаходився Георг Хайнцл, не було надлишкового тиску.
Десять чоловіків рятувальної групи залишилися під землею та були оголошені загиблими. У 2000 році пошук їхніх тіл був припинений.

## Наслідки

### Судовий процес
З п'яти підсудних керівник гірничих робіт «Naintscher Mineralwerke» був засуджений до двох років позбавлення волі, з незнижуваним терміном відбуття покарання вісім місяців. З 1993 року він не дотримувався операційних планів та плану надзвичайних ситуацій. Картування було недостатнім, а копальня навіть не була належним чином виміряна. Берггауптман Леобен був умовно засуджений до шести місяців за нехтування інспекцією та наглядом протягом багатьох років та за видачу п'яти дозволів на виконання робіт без перевірки відповідних об'єктів. Двох підсудних було виправдано.

### Кінець видобутку тальку
Аварія на шахті призвела до припинення видобутку тальку в Лассінгу, яке тривало приблизно 100 років. Копальня була закрита, а дробильна установка продана холдингу «Paltentaler» в Роттенманні у 2007 році. До 2003 року «Naintscher Mineralwerke» витратили близько 30 мільйонів євро на рятувальні роботи та компенсацію загиблим і врятованому Георгу Хайнцлу. Крім того, були витрати на відновлення 20 зруйнованих чи пошкоджених будинків та компенсація за знецінення майна та нерухомості. На колишньому провалі, в який занурились будинки, наразі встановлено меморіал десятьом загиблим гірникам. Він складається з десяти могильних плит, які розташовані по колу; відкритий у травні 2002 року.

### Австрійська гірнича промисловість
В Австрії уроки Лассінга призвели до глибоких змін у гірничій та гірничорятувальній справі, в інформаційній політиці. Були проведені реформи у законодавстві у 1999, 2002 та 2004 роках. Анахронічне гірниче управління (нім. Berghauptmannschaft) в Леобені, відповідальне за аварію у Лассінгу, було розпущене. Новостворене гірниче відомство перебрало на себе частину його завдань. Крім того, великі гірничорятувальні служби націоналізованих компаній, які десятиліттями обслуговували також сусідні невеликі компанії, але поступово зникали, повинні були набути нової форми. На оперативному рівні була створена гірничорятувальна служба, яка координується торгово-промисловою палатою.

### Штирія
Оскільки в той час не було організованої психологічної допомоги жертвам та родичам, цей обов'язок взяв на себе місцевий пастор Пол Шейхенбергер. З цієї причини пізніше губернаторкою Вальтрауд Класнік була створена штирійська кризова команда, яка зараз опікується жертвами аварій, катастроф тощо. Своїй участі у подіях у Лассінгу у ті часи Класнік завдячує репутацією так званої «матері країни».

### Георг Хайнцл
Врятований гірник досі живе зі своєю родиною в Лассінгу.

## Критика
Стверджується, що компанія незаконно вела гірничі роботи під забудованими ділянками і занадто близько до земної поверхні. Актуальних планів гірничих робіт не було; рятувальні роботи частково ґрунтувались на свідченнях чи поясненнях гірників.
Рятувальна група повинна — відповідно до внутрішнього положення — насамперед убезпечити шахту, щоб потім можна було далі вести розробку.
Тодішнього міністра економічних справ Фарнлейтнера звинувачували, що він надто довго відмовлявся від іноземної допомоги, яка була запропонована негайно.
Рятувальні роботи продовжувались під тиском ЗМІ. Були експерти, які вважали, що рятувальне буріння не має шансів на успіх.

## Фільм
- Lassing — Die ganze Geschicht [Архівовано 1 березня 2020 у Wayback Machine.]

## Вебпосилання
- Die Katastrophe und die Folgen [Архівовано 18 червня 2021 у Wayback Machine.]
- Desasteranalyse 2003 [Архівовано 11 лютого 2015 у Wayback Machine.].